# Municipio de Harlan (condado de Fayette)
El municipio de Harlan (en inglés: Harlan Township) es un municipio ubicado en el condado de Fayette en el estado estadounidense de Iowa. En el año 2010 tenía una población de 871 habitantes y una densidad poblacional de 9,13 personas por km².

## Geografía
El municipio de Harlan se encuentra ubicado en las coordenadas 42°46′51″N 91°54′44″O / 42.78083, -91.91222. Según la Oficina del Censo de los Estados Unidos, el municipio tiene una superficie total de 95.35 km², de la cual 95,28 km² corresponden a tierra firme y (0,07 %) 0,06 km² es agua.

## Demografía
Según el censo de 2010, había 871 personas residiendo en el municipio de Harlan. La densidad de población era de 9,13 hab./km². De los 871 habitantes, el municipio de Harlan estaba compuesto por el 98,97 % blancos, el 0,11 % eran afroamericanos, el 0,11 % eran asiáticos, el 0,46 % eran de otras razas y el 0,34 % eran de una mezcla de razas. Del total de la población el 1,61 % eran hispanos o latinos de cualquier raza.